# Tragus mongolorum
Tragus mongolorum är en gräsart som beskrevs av Jisaburo Ohwi. Tragus mongolorum ingår i släktet piprensargrässläktet, och familjen gräs. Inga underarter finns listade i Catalogue of Life.

## Bildgalleri

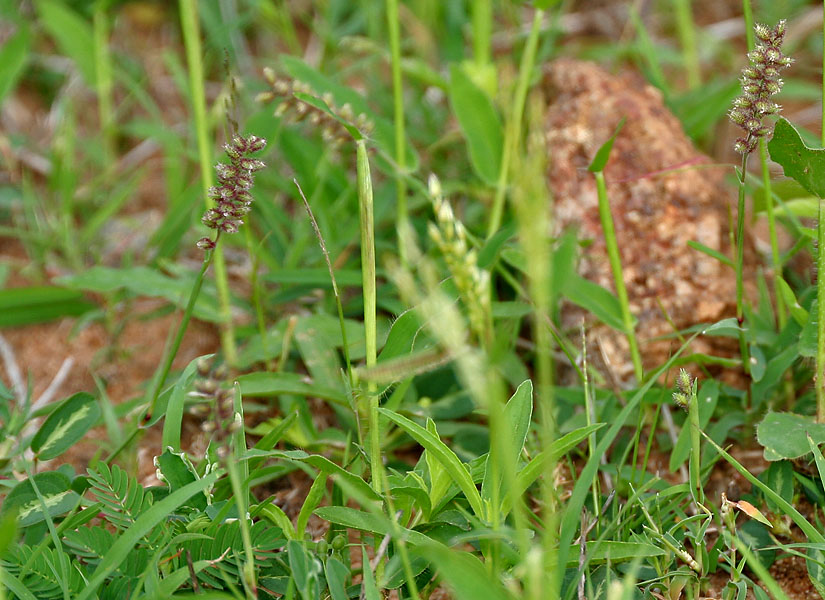
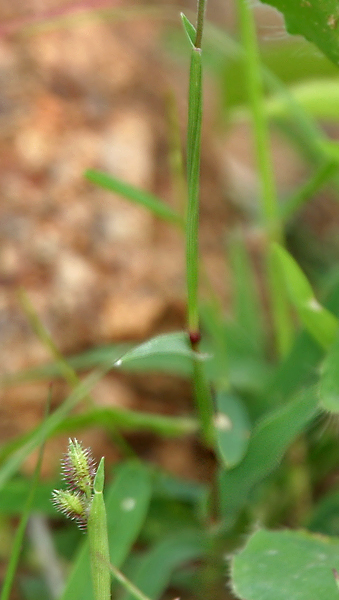